# أمازاكي
الأماساكي هو مشروب ياباني تقليدي حلو المذاق يصنع من الأرز المختمر، ويحتوي على القليل من الكحول.

## التاريخ
يعود تاريخ مشروب الأمازاكي إلى فترة كوفون في التاريخ الياباني ما بين عامي 300 و538 بعد الميلاد، وقد ورد ذكره لأول مرة في السجلات اليابانية القديمة المعروفة باسم نيهون شوكي. ويعد الأمازاكي واحدًا من قائمة الأطعمة والمشروبات اليابانية التقليدية التي تحضر باستخدام قالب كوجي، والتي تتضمن أيضا مشروبات الساكي، والشوشو، وصلصة الصويا، والميسو.

## التحضير
توجد العديد من الوصفات لتحضير الأمازاكي التي استمر استخدامها لمئات السنين. ولعل الوصفة الأكثر شوعًا في اليابان هي أن تتم إضافة الكوجي إلى أرز الحبوب الكاملة المبرد مما يتسبب في تكسيرالكربوهيدرات بواسطة الإزيمات، ومن ثم تحويلها إلى سكريات أبسط غير مكررة. مع تخمير هذا المزيج، تتطور حلاوة الأمازاكي بشكل طبيعي.
وهناك وصفة شائعة أخرى يتم فيها خلط مكون الساكي كاسو بالماء، ولكن عادةً ما يُضاف فيها السكر لتحلية المزيج.
يعد الاماساكي، أو الأمازاكي عنصر تحلية لذيذ مشتق من الارز الحلو والكوجي (وهو نوع من الخميرة) تترك حتى تتخمر لتصبح سائلاً دسماً. ويتميز الاماساكي بمذاق حلو ودسامة ناعمة عند استخدامه للتحلية أو عند اعداده كمشروب.

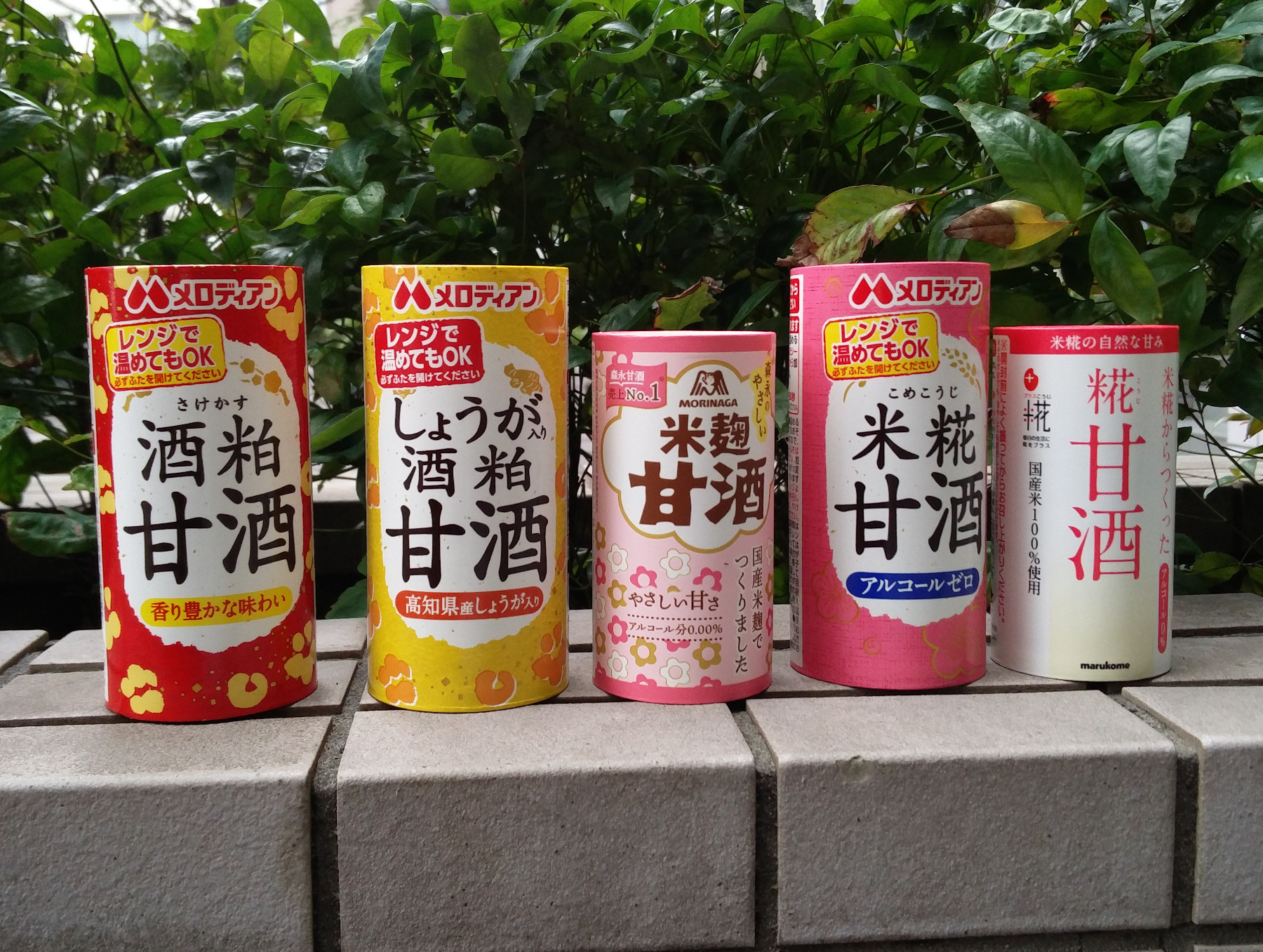
أنواع من مشروب الأمازاكي تباع في المتاجر ومحلات السوبر ماركت اليابانية

كان المشروب الياباني التقليدي شائعًا لدى الباعة الجائلين في اليابان، وقد كان يصنع عن طريق مزج الأمازاكي بالماء ثم تسخينه على نار هادئة، وغالبًا ما يضاف إليه قليل من الزنجبيل المبشور جيدًا، لا يزال هذا المشروب يُقدم في الفنادق والمقاهي هناك. كما لا تزال العديد من مزارات الشنتو تقدم مثل هذه المشروبات أو تبيعها خلال المهرجانات أو اختفالات العام الجديد. أصبح النوع المجفف من المشروب والذي يحضر بشكل فوري سريع متاحًا أيضًا خلال القرن العشرين.
أما خارج اليابان، فغالبًا ما يُباع مشروب الأمازاكي في متاجر البقالة الآسيوية خلال أشهر الشتاء، وتباع أنواع منه في الولايات المتحدة الأمريكية ودول أوروبا على مدار العام كمشروبات ومُحليات طبيعية.

## الأنواع والاستخدامات
يمكن تحضيره فالمنزل أو شراؤه جاهزا من متاجر الأطعمة الطبيعية إذ يتوافر منها منكها بنكهة اللوز، أو الخوخ، أو غيرها. ويستخدم الاماساكي مع جميع اصناف الحلويات ويمكن أن يقدم ساخنا أو مثلجا على شكل عصير أو مشروب.كما يمكن تناوله منفردا بالفريز أو الفاكهة المتنوعة أو الزنجبيل المبشور.
يمكن استخدام الأمازاكي كمشروب، أو كعامل تحلية طبيعي، كما يمكن استخدامه في صنع العديد من الأطعمة مثل الحلوى، والوجبات الخفيفة، وأطعمة للأطفال، وبعض الصلصات، وبعض أنواع السلطات، كما يمكن خلطه ببعض العصائر.

## فوائده
يعتبر مشروب الأمازاكي في اليابان عادةً علاجًا فعالًا لصداع الكحول، ويعتقد اليابانيون أن مشروب الأمازاكي مفيد ومغذِ للغاية حيث يحتوي على العناصر التالية:
- فيتامين ب1.
- فيتامين ب2.
- فيتامين ب6.
- حمض الفوليك.
- الألياف الغذائية.
- سكريات قليلة التعدد (قليل السكاريد).
- السيستين.
- الأرغينين.
- الغلوتامين.

يعد عنصر تحلية طبيعي عالي الجودة.يعطي طاقة عالية وتستخدمه الأمهات المرضعات وغيرهم ممن يحتاجون للقوة والحيوية ,كما أنه يستخدم في تهدئة حالات التقلص.

## مشروبات مماثلة
يشبه الطبق الصيني المعروف باسمم "جيوانيانغ"، ومشروب الغامجو الكوري الأمازاكي الياباني إلى حد كبير. كما يمكن أن يتشابه الأمازاكي مع عصير العنب الحلو السميك غير المختمر الذي يستخدم في صناعة النبيذ.

## المصدر
- طعام المايكروبيوتك الموسع لمريم نور وكمال مزوق(بتصرف).